# Vittore Bocchetta
Vittore Bocchetta (Sassari, 15 de noviembre de 1918 - Verona, 18 de febrero de 2021) fue un escultor, pintor y académico italiano. Bocchetta fue miembro del movimiento de resistencia italiano antifascista durante la Segunda Guerra Mundial.

## Biografía
Vittore Bocchetta nació en Sassari, Cerdeña, de un ingeniero militar. Después de su infancia en Cerdeña, se mudó con su familia primero a Bolonia y luego a Verona. Incluso perteneciendo a una familia de artistas, sus padres no le permitían pintar o dibujar porque temían que pudiera distraerse de su educación.
Después de la temprana muerte de su padre en 1935, regresó a Cerdeña con su familia. Se licenció en humanidades clásicas en Cagliari en 1938. Luego, regresó a Verona y fue admitido en la Universidad de Florencia, en la facultad de humanidades clásicas e historia de la filosofía, donde se graduó en 1944. Se ganaba la vida dando clases particulares y como profesor de humanidades clásicas en Ginnasio Maffei (1939) e Istituto alle Stimate (1942) en Verona.

### Actividad durante la resistencia italiana (1940-1945)
Su dedicación a los principios de la libertad política lo llevó a ser denunciado a las autoridades fascistas italianas en 1941. Pronto se vio envuelto en actividades clandestinas antifascistas.
El 9 de septiembre de 1943, un día después de la ocupación de Verona por el ejército alemán, contribuyó a la liberación de varios centenares de soldados italianos del cuartel de Carlo Montanari, donde los nazis los mantenían prisioneros.
Fue encarcelado por primera vez en noviembre de 1943 junto con su grupo de camaradas antifascistas.
Entre los raros momentos de consuelo estuvieron las visitas del padre Chiot, el capellán de la prisión.
Cuando fue puesto en libertad en febrero de 1944, se convirtió en miembro independiente de la unidad local del Comité de Liberación Nacional.
Tuvo el tiempo justo para graduarse en Florencia en mayo de 1944 y fue nuevamente arrestado por la policía fascista italiana en julio de 1944. Después de dos semanas de interrogatorios y torturas, fue entregado al SD, el servicio de inteligencia de las SS, y torturado una vez más.
Tras una breve estancia en el Campo de Tránsito de Bolzano, fue deportado el 4 de septiembre de 1944 al campo de concentración de Flossenbürg donde quedó registrado con el número 21631. El 30 de septiembre de 1944 fue destinado al campo subsidiario de Hersbruck, donde fue utilizado en trabajos forzados de excavación de un túnel a una montaña cercana (Houbirg) cerca de Happurg.
A los pocos meses presenció la muerte de varios de sus compañeros de Verona. Logró sobrevivir gracias a una serie de circunstancias fortuitas y a su edad relativamente joven (26 años).
A principios de abril de 1945, con el acercamiento de las fuerzas estadounidenses y británicas, los alemanes evacuaron el campo de Hersbruck y los supervivientes tuvieron que trasladarse hacia el sur de Baviera con las llamadas marchas de la muerte. Durante una de las etapas, cerca de Schmidmühlen, logró escapar junto a un francés deportado. Cayó inconsciente frente a la cerca del Stalag 383, un campo para prisioneros de guerra aliados en Hohenfels, en ese momento prácticamente abandonado por los nazis alemanes. Fue cuidado y nutrido por un grupo de prisioneros aliados y se recuperó gradualmente. Liberado por los estadounidenses en mayo de 1945, después de una estancia en Ratisbona, finalmente regresó a Italia en junio de 1945.

### El período de posguerra (1945-1948)
Al regresar a Italia después de la guerra, entró en conflicto con los partidos políticos que criticaron su decisión de permanecer independiente. Tuvo dificultades para encontrar empleo, pero en 1947 fue recompensado por el gobierno italiano por una producción bravura del poema medieval La Pasión de Cristo, la primera obra representada en la época moderna en el Teatro Romano de Verona. Sin embargo, pronto se dio cuenta de que los mismos fascistas con diferentes camisetas estaban en el poder y se vio obligado a abandonar Italia.

### En Argentina y Venezuela (1949-1958)
Dejó Italia para irse a Argentina en enero de 1949 como corresponsal del diario L'Arena de Verona.
En Buenos Aires solicitó un puesto de profesor en la universidad de allí, pero sus credenciales no fueron aceptadas. Se vio obligado a aceptar un trabajo en una fábrica de cerámica, donde se dio cuenta de su talento en la escultura.
Sus esculturas se exhibieron por primera vez en Quilmes (Buenos Aires) en 1952. Fue premiado por la Madre Tierra, un proyecto para un monumento que en realidad desarrolló 20 años después en Chicago. Sus miniaturas de cerámica fueron exhibidas y vendidas en Harrods Buenos Aires como piezas de colección.
El clima político inestable impulsado por el régimen de Perón lo obligó a cerrar su propia fábrica de cerámica que había comprado en Buenos Aires. Salió de Argentina en 1954.
Se fue a Caracas, Venezuela, donde se ganó la vida enseñando latín, pintando murales y creando maquetas, bocetos y proyectos que desde entonces se han realizado como elementos del Paseo de los Illustres, un parque conmemorativo en Caracas. También en Venezuela, el clima político y social no fue favorable bajo la dictadura de Marcos Pérez Jiménez. Durante una estancia en Estados Unidos se enteró del golpe de Estado en Venezuela en enero de 1958 y decidió no regresar a Caracas, abandonando todas sus obras.

### En Chicago (1958-1986)
En los Estados Unidos, sin un centavo e incapaz de hablar inglés, se vio obligado a ganarse la vida pintando murales comerciales que detestaba y nunca firmó.
Posteriormente se convirtió en profesor de español en Saint Xavier College; profesor de italiano en la Universidad de Chicago, donde obtuvo su segundo doctorado en lenguas y literatura románicas en 1967; instructor de español en la Universidad de Indiana; profesor de Literatura Comparada en la Universidad Roosevelt y profesor asistente de Literatura Española en Loyola University Chicago.
Entre 1963 y 1967, fue autor o coautor de diccionarios italiano-inglés y latín-inglés. El diccionario italiano-inglés se publicó en varias ediciones y reimpresiones hasta 1985.
Se involucró nuevamente en la producción de estatuillas comerciales, pero finalmente pasó a esculturas más grandes, como Dédalo (1964), que consideró su primera verdadera obra de arte. Usó varios materiales como bronce, acero inoxidable, alabastro y mármol. Solía fundir sus propios bronces y llegó al proceso de crear una fina capa de bronce que rodeaba un núcleo de plástico.
En 1966, enseñó italiano conversacional con su serie de televisión de 13 semanas When in Rome, transmitida por WTTW.
Entre 1969 y 1973 su trabajo se exhibió en ocho exposiciones individuales en Detroit, Nueva York, y en particular en el John Hancock Center de Chicago, que acababa de ser inaugurado en ese momento.
En 1975, luego de una exhibición en el Centro Cultural de la Biblioteca Pública de Chicago, una selección de sus obras fue subastada en el Auditorio de la Asociación Dental Americana de Chicago, en beneficio de la Sociedad Americana del Cáncer.
Entre 1970 y 1976 publicó, con Editorial Gredos, Madrid, dos libros académicos sobre literatura latina y española del Siglo de Oro y uno sobre filosofía occidental del siglo XX. Su libro Horacio en Villegas y en Fray Luis de León le valió una membresía ad honorem en 1972 en la Sociedad Ovidium de la Universidad de Bucarest.
Varias de sus esculturas se encuentran entre los monumentos públicos de Chicago, incluida la Madre Tierra, en la Biblioteca Popular de la Biblioteca Pública Harold Washington Chicago, The Egg Man y Man in the Sand, en 201 East Chestnut Street.

### Regreso a Italia
De 1986 a 1989 pasó varios meses al año en Verona, trabajando en proyectos literarios y artísticos con el fin de "pulir y defender sus recuerdos".
La primera obra de este período es Cypress, un obelisco de acero inoxidable de más de 7 metros de altura. Es un monumento en memoria de los seis jóvenes héroes que el 17 de julio de 1944 atacaron la prisión de Verona y liberaron a un importante líder antifascista. La escultura fue inaugurada el 25 de abril de 1988, durante la conmemoración oficial de la liberación de Italia de los nazi-fascistas, justo en el terreno donde estuvo ubicada la prisión. Al año siguiente (1989), durante la conmemoración oficial del 25 de abril, se inauguró justo enfrente el monumento al padre Chiot, capellán de la prisión.
En 1989 se instaló definitivamente en Verona y publicó la primera edición de su autobiografía sobre el período 1940-1945 que posteriormente revisó y corrigió varias veces tras el descubrimiento de nuevos documentos. Publicó la traducción al inglés en 1991 y la traducción al alemán en 2003. El libro también representó la trama del documental Spiriti liberi, 1941-1945, Ribelli a Verona producido por City of Verona y Wider das Vergessen (No olvides) dirigido por el alemán Claus Dobberke y estrenado en el Museo del Cine de Potsdam el 27 de enero de 2007, el Día Internacional de Conmemoración del Holocausto.
Se comprometió a defender la memoria de la resistencia contra el nazi-fascismo con discursos, reuniones en escuelas, artículos en periódicos y revistas.
En 1995 publicó un ensayo sobre la participación de la industria química y farmacéutica en la Alemania nazi y su impunidad sustancial tras el juicio de Nuremberg de 1947-1948.
Desde 2001, viajó repetidamente a Alemania donde un grupo de intelectuales fundó la asociación Freundeskreis Vittore Bocchetta - Non Dimenticare que promovió su participación en diversas iniciativas como testigo y víctima del período nazi.
De 2003 a 2006, sus esculturas y pinturas se exhibieron en varias ciudades alemanas con una exposición itinerante. El 8 de mayo de 2007 participó en la inauguración de su escultura Ohne Namen (Sin nombre) en el lugar del campo de exterminio de Hersbruck del que escapó en 1945.
Bocchetta falleció el 18 de febrero de 2021 a los 102 años en Verona.

## Exposiciones
- Quilmes (Buenos Aires), Argentina, Consejo Municipal, 1952.
- Caracas (Distrito Federal), Venezuela, Paseo de los Ilustres, 1956.
- Detroit (Michigan), Estados Unidos, Detroit Bank & Trust Company, 1969.
- Chicago (Illinois), Estados Unidos, Upper Avenue National Bank, John Hancock Center, 1970.
- Chicago (Illinois), Estados Unidos, J. Walter Thompson Company, John Hancock Center, 1970.
- Chicago (Illinois), Estados Unidos, Aetna Bank, 1970.
- Chicago (Illinois), Estados Unidos, John Hancock Center, 1971; 1973.
- Chicago (Illinois), Estados Unidos, Siegel Galleries, 1971–1977.
- Nueva York (Nueva York), Estados Unidos, Lynn Kottler Galleries, 1973.
- Chicago (Illinois), Estados Unidos, Merrill Chase Galleries, 1974-1978; 1983; 1984.
- Chicago (Illinois), Estados Unidos, Centro Cultural de la Biblioteca Pública de Chicago, 1975.
- Verona, Italia, Palazzo della Ragione, 1991.
- Verona, Italia, Officina d'arte, corso Porta Borsari 17, 1995.
- Caprino Veronese (Verona), Italia, Villa Carlotti, 1995.
- Verona, Italia, Galería de Arte Leonardo, 1996.
- Detmold (Renania del Norte-Westfalia), Alemania, Lippischen Landesbibliothek, 2003.
- Wolfsburg (Baja Sajonia), Alemania, Centro Italiano, 2004.
- Potsdam (Brandeburgo), Alemania, Altes Rathaus, 2004.
- Lüdenscheid (Renania del Norte-Westfalia), Alemania, Sparkasse, 2005.
- Kassel (Hesse), Alemania, Justizzentrum, 2005.
- Weimar (Turingia), Alemania, Literaturhaus, 2006.
- Nuremberg (Baviera), Alemania, Dokumentationszentrum, 2011.

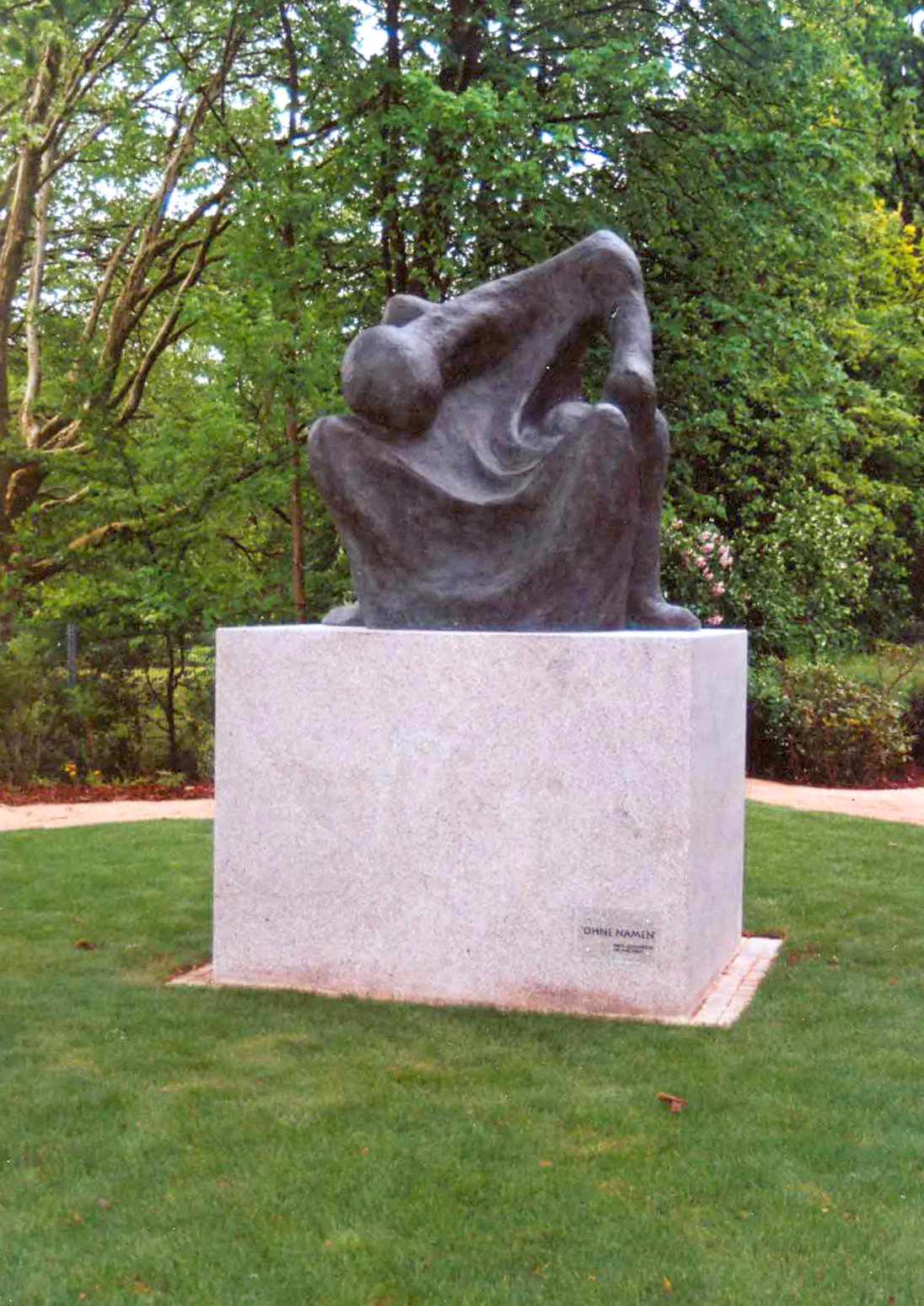
Ohne Namen en el sitio conmemorativo del campo de concentración, Hersbruck, Alemania.

## Monumentos públicos
- Narcissus and Black Hole, en el Centro Cultural de la Biblioteca Pública de Chicago, Chicago, 1965.
- Pintor y alfarero, en Ortho-Tain Inc., Bayamón, Puerto Rico, 1966.
- The Egg Man y Man in the Sand, en 201 East Chestnut Street, Chicago, 1968.
- Mother Earth, en el Centro Cultural de la Biblioteca Pública de Chicago, Chicago, 1971.
- Expansión, en Household International Inc., Prospect Heights, Illinois, 1983.
- Cipresso, en el claustro de la iglesia Chiesa degli Scalzi, Verona, Italia, 1988.
- Don Chiot, en largo Don Chiot, Verona, Italia, 1989.
- Omaggio a Pertini, cerca de Villa Carlotti, Caprino Veronese, Verona, Italia, 1995.
- Ohne Namen, en el sitio conmemorativo del campo de concentración de Hersbruck, Alemania, 2007.

## Escritos
- New Century Vest-Pocket Italian Dictionary. Piscataway, NJ: New Century Publishers. 1963.
- Follett World-Wide Italian Dictionary. Chicago-New York: Follett Publishing. 1965.
- Follett World-Wide Latin Dictionary. Chicago: Follett Publishing. 1967.
- Horacio en Villegas y en Fray Luis de León. Madrid: Editorial Gredos. 1970. ISBN 84-249-3376-1.
- Circunstancialismo del siglo XX. Madrid: Editorial Gredos. 1972. ISBN 84-249-3386-9.
- Sannazaro en Garcilaso. Madrid: Editorial Gredos. 1976. ISBN 84-249-3479-2.
- Spettri scalzi della Bra. Verona-Flossenburg, anni 40 ... 45 ... Verona: Bertani Editore. 1989.
- Sinister. New York: Vantage Press. 1990. ISBN 0-533-08499-7.
- Eye of the Eagle. New York: Vantage Press. 1991. ISBN 0-533-08687-6.
- 1940–1945 Quinquennio Infame. Melegnano (Milano): Montedit. 1995. ISBN 88-86039-44-1.
- Aspirina per Hitler (Impunità di I.G. Farben). Melegnano (Milano): Montedit. 1995. ISBN 88-86039-35-2.
- Norimberga 1946. Processo ai medici assassini. Verona: Edizioni Gielle. 2000.
- Jene fünf verdammten Jahre. Aus Verona in die Konzentrationslager Flossenbürg und Hersbruck. Lage (Germany): Verlag Hans Jacobs. 2003. ISBN 3-89918-118-2.
- Bilder und Skulpturen. Zur Ausstellung der Kunstwerke Vittore Bocchettas. Lage (Germany): Verlag Hans Jacobs. 2003. ISBN 3-89918-120-4.

## Películas documentales
- KZ Hersbruck - und das Doggerwerk, dirigida por Gerhard Faul (2000).
- Speciale Deportazione, dirigida por Antonello Lai - Tele Costa Smeralda (2000).
- Testimonianze dai Lager, dirigida por Eraldo Mangano - Rai Educational (2002).
- Spiriti liberi, 1941-1945, Ribelli a Verona, dirigida por Stefano Paiusco - Comune di Verona (2004).
- Non Dimenticare ( Wider das Vergessen ), dirigida por Claus Dobberke y Stefan Mehlhorn (2007).

## Otras lecturas
- Bocchetta, Vittore (1991). Eye of the Eagle. New York: Vantage Press. ISBN 0-533-08687-6.
- Bocchetta, Vittore (1990). Sinister. New York: Vantage Press. ISBN 0-533-08499-7.
- Bocchetta, Vittore (2003). Jene fünf verdammten Jahre. Aus Verona in die Konzentrationslager Flossenbürg und Hersbruck. Lage (Germany): Verlag Hans Jacobs. ISBN 3-89918-118-2.
- Silvestri, Giuseppe (1963). Albergo agli Scalzi. Vicenza (Italy): Neri Pozza.